# Alleanza Democratica (Palestina)
Da non confondere con la Lista Alleanza Democratica del 2016.
L'Alleanza Democratica (in arabo : التحالف الديمقراطي) è stata un'alleanza di movimenti politici palestinesi dell'Organizzazione per la Liberazione della Palestina durante gli anni '80. I componenti dell'alleanza erano il Fronte democratico per la liberazione della Palestina, il Fronte popolare per la liberazione della Palestina, il Partito popolare palestinese e il Fronte di liberazione della Palestina (fazione Yakub).
L'Alleanza si oppose all'Accordo di Amman tra Yasser Arafat e il re Husayn di Giordania nel 1985. L'Alleanza fu sciolta quando PFLP e PLF la abbandonarono nel 1985, e si unirono invece al Fronte di salvezza nazionale Palestinese filo-siriano.